# العلاقات البيروية الكويتية
العلاقات الكويتية البيروفية هي العلاقات الثنائية التي تجمع بين الكويت وبيرو.

## مقارنة بين البلدين
هذه مقارنة عامة ومرجعية للدولتين:
| وجه المقارنة                                              | الكويت        | بيرو                                   |
| --------------------------------------------------------- | ------------- | -------------------------------------- |
| المساحة (كم2)                                             | 17.82 ألف     | 1.29 مليون                             |
| عدد السكان (نسمة)                                         | 4.14 مليون    | 32.16 مليون                            |
| الكثافة السكانية (ن./كم²)                                 | 232.32        | 24.93                                  |
| العاصمة                                                   | مدينة الكويت  | ليما                                   |
| اللغة الرسمية                                             | اللغة العربية | اللغة الإسبانية، اللغة الأيمرية، كتشوا |
| العملة                                                    | دينار كويتي   | سول بيروفي جديد                        |
| الناتج المحلي الإجمالي (بليون دولار)                      | 120.13 مليار  | 211.39 مليار                           |
| الناتج المحلي الإجمالي (تعادل القوة الشرائية) بليون دولار | 290.53 مليار  | 393.13 مليار                           |
| الناتج المحلي الإجمالي الاسمي للفرد دولار أمريكي          | 29.30 ألف     | 6.03 ألف                               |
| الناتج المحلي الإجمالي للفرد دولار أمريكي                 | 73.25 ألف     | 11.99 ألف                              |
| مؤشر التنمية البشرية                                      | 0.816         | 0.740                                  |
| رمز المكالمات الدولي                                      | +965          | +51                                    |
| رمز الإنترنت                                              | .kw           | .pe                                    |
| المنطقة الزمنية                                           | ت ع م+03:00   | توقيت بيرو، 00                         |

## منظمات دولية مشتركة
يشترك البلدان في عضوية مجموعة من المنظمات الدولية، منها:
| علم المنظمة | اسم المنظمة                               | تاريخ انضمام الكويت | تاريخ انضمام بيرو |
| ----------- | ----------------------------------------- | ------------------- | ----------------- |
|             | المنظمة الهيدروغرافية الدولية             | ?                   | ?                 |
|             | الاتحاد البريدي العالمي                   | ?                   | ?                 |
|             | يونسكو                                    | 18 نوفمبر 1960      | 21 نوفمبر 1946    |
|             | البنك الدولي للإنشاء والتعمير             | 13 سبتمبر 1962      | 31 ديسمبر 1945    |
|             | منظمة التجارة العالمية                    | ?                   | ?                 |
|             | وكالة ضمان الاستثمار متعدد الأطراف        | 12 أبريل 1988       | 2 ديسمبر 1991     |
|             | الاتحاد الدولي للاتصالات                  | 14 أغسطس 1959       | 12 يوليو 1915     |
|             | منظمة الشرطة الجنائية الدولية             | ?                   | ?                 |
|             | مؤسسة التمويل الدولية                     | 13 سبتمبر 1962      | 20 يوليو 1956     |
|             | الأمم المتحدة                             | 14 مايو 1963        | 31 أكتوبر 1945    |
|             | مؤسسة التنمية الدولية                     | 13 سبتمبر 1962      | 30 أغسطس 1961     |
|             | منظمة حظر الأسلحة الكيميائية              | ?                   | ?                 |
|             | المركز الدولي لتسوية المنازعات الاستشارية | 4 مارس 1979         | 8 سبتمبر 1993     |

## وصلات خارجية
- موقع وزارة الخارجية الكويتية
- موقع وزارة الخارجية البيروفية